# 22e cérémonie des Aigles d'or
La 22e cérémonie des Aigles d'or, organisée par l'Académie russe des sciences et des arts cinématographiques, se déroule à Mosfilm à Moscou le 26 janvier 2024.
Les films Trois Minutes de silence de Boris Khlebnikov et Le Juste de Sergueï Oursouliak reçoivent chacun quatre récompenses : Trois Minutes de silence recevant celle du meilleur film, et Le Juste celle de la meilleure réalisation.

## Palmarès

### Aigle d'or du meilleur film
- Trois Minutes de silence (Снегирь) de Boris Khlebnikov
  - 1993 de Alexandre Veledinski
  - Le Défi (Вызов) de Klim Chipenko
  - Comme par enchantement (По щучьему велению) de Aleksandr Voïtinski
  - Le Juste (Праведник) de Sergueï Oursouliak

### Aigle d'or de la meilleure série de plateformes en ligne
- Fisher (film) (ru) (Фишер)
  - Pleylist volontora (ru) (Плейлист волонтёра)
  - Bibliotekar (ru) (Библиотекарь)

### Aigle d'or de la meilleure série télévisée
- Bizon: Delo manekenshchitsy (ru) (Бизон: Дело манекенщицы)
  - Chalyapine (ru) (Шаляпин)
  - Chalyapine (ru) (Шпион)

### Aigle d'or du meilleur film d'animation
- Les Chats de l'Ermitage (ru) (Коты Эрмитажа)
  - Kharms (Хармс)
  - Svetlyye dushi (Светлые души)

### Aigle d'or du meilleur réalisateur
- Sergueï Oursouliak pour Le Juste
  - Alexandre Veledinski pour 1993
  - Boris Khlebnikov pour Trois Minutes de silence

### Aigle d'or du meilleur scénario
- Alexandre Veledinski pour 1993
  - Boris Khlebnikov et Natalia Mechtchaninova pour Trois Minutes de silence
  - Guennadi Ostrovski (ru) pour Le Juste

### Aigle d'or du meilleur acteur au cinéma
- Alexandre Iatsenko pour son rôle dans Le Juste
  - Ievgueni Tsyganov pour son rôle dans 1993
  - Makar Khlebnikov (ru) pour son rôle dans Trois Minutes de silence
  - Oleg Savostiouk pour son rôle dans Trois Minutes de silence

### Aigle d'or de la meilleure actrice au cinéma
- Anna Mikhalkova pour son rôle dans Chuvstva Anny
  - Lioubov Konstantinova (ru) pour son rôle dans Le Juste
  - Ioulia Peressild pour son rôle dans Le Défi

### Aigle d'or du meilleur acteur dans un second rôle
- Ievgueni Tkatchouk pour son rôle dans Le Juste
  - Maksim Lagachkine (ru) pour son rôle dans 1993
  - Igor Gordine (ru) pour son rôle dans Imperatritsy

### Aigle d'or de la meilleure actrice dans un second rôle
- Alexandra Rebenok pour son rôle dans 1993
  - Maria Lobanova pour son rôle dans Kray nadlomlennoy luny
  - Ielena Iakovleva pour son rôle dans Poyekhavshaya (ru)

### Aigle d'or du meilleur acteur à la télévision
- Sergueï Bezroukov pour son rôle dans Bizon: Delo manekenshchitsy (ru)
  - Alexandre Iatsenko pour son rôle dans Chalyapine (ru)
  - Sergueï Bezroukov pour son rôle dans Chpion

### Aigle d'or de la meilleure actrice à la télévision
- Ielena Iakovleva pour son rôle dans Dama s sobachkoy (ru)
  - Lyubov Konstantinova (ru) pour son rôle dans Likhoradka
  - Ioulia Sniguir pour son rôle dans Chalyapine (ru)

### Aigle d'or de la meilleure photographie
- Mikhail Milachine pour Le Juste
  - Mikhail Milachine pour Maître du vent (ru)
  - Alicher Khamidkhodjaev (ru) pour Trois Minutes de silence

### Aigle d'or de la meilleure musique
- Alexeï Rybnikov pour Maître du vent (ru)
  - Iouri Poteïenko pour Khitrovka, la Marque des quatre (ru)
  - Vassili Tonkovidov pour Le Juste

### Aigle d'or des meilleurs décors
- Sergueï Fevraliov  pour Khitrovka, la Marque des quatre (ru)
  - Maria Tourskaya pour Imperatritsy
  - Anastasia Karimoulina pour Comme par enchantement

### Prix spécial
- Karen Chakhnazarov pour sa contribution au cinéma russe (Le prix a été remis par Vladimir Medinski)

## Statistiques

### Récompenses/nominations multiples
Film :
- 4/7 : Trois Minutes de silence et Le Juste
- 2/6 : 1993
- 2/3 : Khitrovka, la Marque des quatre (ru)
- 1/5 : Maître du vent (ru)
- 0/5 : Le Défi

TV :